# Blidet Amor
Blidet Amor (o anche Balidat Ameur o Baladiet Amor) è un comune dell'Algeria, situato nella provincia di Touggourt.